# Оссен (Луїзіана)
Оссен (англ. Ossun) — переписна місцевість (CDP) в США, в окрузі Лафаєтт штату Луїзіана. Населення — 2145 осіб (2020).

## Географія
Оссен розташований за координатами 30°17′0″ пн. ш. 92°6′25″ зх. д. / 30.28333° пн. ш. 92.10694° зх. д. (30.283394, -92.107027).  За даними Бюро перепису населення США в 2010 році переписна місцевість мала площу 8,79 км², уся площа — суходіл.

## Демографія
Згідно з переписом 2010 року, у переписній місцевості мешкали 2144 особи в 736 домогосподарствах у складі 556 родин. Густота населення становила 244 особи/км².  Було 785 помешкань (89/км²).
Расовий склад населення:
| - 52,7 % — білих - 44,3 % — чорних або афроамериканців - 0,2 % — корінних американців - 0,1 % — вихідців з тихоокеанських островів - 1,0 % — осіб інших рас |

До двох чи більше рас належало 1,8 %. Частка іспаномовних становила 1,8 % від усіх жителів.
За віковим діапазоном населення розподілялося таким чином: 33,1 % — особи молодші 18 років, 60,6 % — особи у віці 18—64 років, 6,3 % — особи у віці 65 років та старші. Медіана віку мешканця становила 29,9 року. На 100 осіб жіночої статі у переписній місцевості припадало 90,6 чоловіків;  на 100 жінок у віці від 18 років та старших — 82,1 чоловіків також старших 18 років.
Середній дохід на одне домашнє господарство  становив 60 007 доларів США (медіана — 56 194), а середній дохід на одну сім'ю — 60 940 доларів (медіана — 60 208). За межею бідності перебувало 35,9 % осіб, у тому числі 43,2 % дітей у віці до 18 років та 34,7 % осіб у віці 65 років та старших.
Цивільне працевлаштоване населення становило 985 осіб. Основні галузі зайнятості: освіта, охорона здоров'я та соціальна допомога — 40,5 %, будівництво — 11,1 %, виробництво — 10,2 %.